# Seznam vrchních velitelů Ozbrojených sil Rakousko-Uherska
Toto je seznam vrchních velitelů Ozbrojených sil Rakousko-Uherska, který obsahuje chronologický přehled všech osob působících v čele tohoto úřadu po celé období existence tohoto státního útvaru, tedy od rakousko-uherského vyrovnání roku 1867 až do zániku Rakouska-Uherska v roce 1918.

## Vrchní velitelé Ozbrojených sil Rakousko-Uherska 1867-1918
| # | Jméno                         | Fotografie | Funkční období                        | Poznámky                                                                            |
| - | ----------------------------- | ---------- | ------------------------------------- | ----------------------------------------------------------------------------------- |
| 1 | František Josef I.            |            | 8. června 1867 – 28. června 1914      | Jako Císař rakouský, apoštolský král uherský, král český atd.                       |
| 2 | Bedřich Rakousko-Těšínský     |            | 28. června 1914 – 2. prosince 1916    | Jmenován císařem Františkem Josefem I. a odvolán císařem Karlem I.                  |
| 3 | Karel I.                      |            | 2. prosince 1916 – 4. listopadu 1918  | Jako Císař rakouský, apoštolský král uherský, král český atd.                       |
| 4 | Hermann Kövess von Kövessháza |            | 4. listopadu 1918 – 19. prosince 1918 | Jmenován císařem Karlem I. Byl poslední vrchní velitel neboť se monarchie rozpadla. |